# Новодвірці (станція)
Новодвíрці (біл. Навадво́рцы) — проміжна залізнична станція Могильовського відділення Білоруської залізниці на неелектрифікованій лінії Осиповичі I — Барановичі-Поліські між зупинним пунктом Козловичі (3,5 км) та станцією Слуцьк (4,9 км). Розташована у східній частині міста Слуцьк Слуцького району Мінської області.

## Історія
Станція відкрита 1916 року під час будівництва залізничної лінії до станції Слуцьк.

## Пасажирське сполучення
На станції Новодвірці зупиняються поїзди регіональних ліній економ-класу сполученням Осиповичі I — Солігорськ.